# The bears for lunch
The bears for lunch is het 19e studioalbum van de Amerikaanse indierockband Guided by Voices. Het album verscheen op 13 november 2012 en belandde op 1 december op #9 in de Top Heatseekers.

## Tracklist
Alle muziek en teksten zijn geschreven door Robert Pollard, tenzij anders aangegeven. 
| Nr. | Titel                                                     | Duur |
| --- | --------------------------------------------------------- | ---- |
| 1.  | King Arthur the Red                                       | 2:15 |
| 2.  | The corners are glowing (Tobin Sprout)                    | 3:02 |
| 3.  | Have a jug                                                | 1:09 |
| 4.  | Hangover child                                            | 2:58 |
| 5.  | Dome rust                                                 | 1:10 |
| 6.  | Finger gang                                               | 1:51 |
| 7.  | The challenge is much more                                | 1:49 |
| 8.  | Waving at airplanes (Sprout)                              | 3:14 |
| 9.  | The military school dance dismissal (Greg Demos, Pollard) | 2:07 |
| 10. | White flag                                                | 2:15 |
| 11. | Skin to skin combat (Sprout)                              | 3:43 |
| 12. | She lives in an airport                                   | 2:44 |
| 13. | Tree fly jet                                              | 2:46 |
| 14. | Waking up the stars (Sprout)                              | 2:14 |
| 15. | Up instead of running                                     | 2:13 |
| 16. | Smoggy boy                                                | 0:35 |
| 17. | Amorphous sunrise                                         | 2:00 |
| 18. | You can fly anything right                                | 1:55 |
| 19. | Everywhere is miles from everywhere                       | 3:05 |

## Personeel

### Bezetting
- Robert Pollard, zang
- Mitch Mitchell, gitaar
- Tobin Sprout, gitaar
- Greg Demos, bas
- Kevin Fennell, drums

### Productie
- Carl Saff, geluidstechnicus
- Joe Patterson, hoesontwerp